# Фајда (Тренто)
Фајда је насеље у Италији у округу Тренто, региону Трентино-Јужни Тирол.
Према процени из 2011. у насељу је живело 254 становника. Насеље се налази на надморској висини од 975 м.